# 甲里镇
甲里镇，是中华人民共和国贵州省黔南布依族苗族自治州独山县一个已撤销的乡级行政区，2013年6月28日，贵州省人民政府批复同意独山县行政区划调整，撤销甲里镇，将其所辖的四九村、星朗村划归下司镇，甲里村、峰洞村、角寨村划归上司镇。